# Åstorp (gemeente)
Åstorp is een Zweedse gemeente in Skåne. De gemeente behoort tot de provincie Skåne län. Ze heeft een totale oppervlakte van 93,2 km² en telde 13.389 inwoners in 2004.

## Plaatsen
Åstorp (plaats) - Hyllinge - Kvidinge
Ängelholm · Åstorp · Båstad · Bjuv · Bromölla · Burlöv · Eslöv · Hässleholm · Helsingborg · Höganäs · Höör · Hörby · Kävlinge · Klippan · Kristianstad · Landskrona · Lomma · Lund · Malmö · Örkelljunga · Osby · Östra Göinge · Perstorp · Simrishamn · Sjöbo · Skurup · Staffanstorp · Svalöv · Svedala · Tomelilla · Trelleborg · Vellinge · Ystad